# Bo Janzon
Bo Sven Gunnar Janzon, född 2 augusti 1943 i Solna församling i Stockholms län, är en svensk försvars- och säkerhetsforskare.

## Biografi
Janzon avlade civilingenjörsexamen vid Kungliga Tekniska högskolan i Stockholm 1968 och doktorsexamen i medicinsk vetenskap vid Göteborgs universitet 1983 med avhandlingen High energy missile trauma. A study of the mechanisms of wounding of muscle tissue. Han tjänstgjorde 1968–2000 vid Försvarets forskningsanstalt och 2001–2007 vid dess efterföljare Totalförsvarets forskningsinstitut: bland annat som sektionschef 1976–1985, som projektledare 1985–1991 och som avdelningschef 1994–2002.
Janzon har forskat om bland annat ballistik, kroppsskydd och energiteknik. Han har även varit verksam internationellt, bland annat som gästforskare vid DSTO Australia 1991–1993 och som hedersprofessor vid Nanjing University of Science and Technology.
Han driver sedan 2007 ett eget företag, Secrab Security Research som främst arbetat med samhällssäkerhet, fysiskt skydd, fredsteknik,  avancerad bergsprängning, sårballistik och vapentrauma. Fredsteknik beskrivs i en rapport från Kgl. Krigsvetenskapsakademien, 2015. En uppmärksammad publikation är  "Wound ballistics of military rifle bullets: An update on controversial issues and associated misconceptions", som publicerades 2019 i den ansedda amerikanska tidskriften J. Trauma.
Bo Janzon invaldes 1997 som ledamot av Kungliga Krigsvetenskapsakademien. Han är Lifetime Fellow i International Ballistics Society.